# Christmas & Chill
Christmas & Chill ist die zweite EP der US-amerikanischen Sängerin Ariana Grande. Sie wurde am 18. Dezember 2015 unter dem Label Republic Records veröffentlicht. Die EP enthält sechs Weihnachtslieder, die alle Eigenkompositionen sind.

## Hintergrund
Laut dem Produzenten Tommy Brown wurde die EP innerhalb von vier Tagen in bei Ariana Grande zuhause in Hollywood in ihrem eigenen Tonstudio aufgenommen. Grande hat an allen Liedern selbst mitgeschrieben und bezeichnet die EP als ihr eigenes "Lieblingswerk".
Die EP wurde am 18. Dezember 2015 zunächst nur als digitaler Download veröffentlicht. Am 18. November 2016 wurde eine Neuausgabe der EP in Japan als CD veröffentlicht und erhielt ein neues Coverbild. Im November 2019 erschien eine Neuausgabe von Christmas & Chill als Schallplatte, auf der sich zusätzlich auch das Lied Santa Tell Me befindet.

## Liveauftritte
Im November und Dezember 2019 sang Grande die Lieder Wit It This Christmas, True Love, December, Winter Things und Santa Tell Me bei ihrer Sweetener World Tour.

## Titelliste
| 1 | Intro                                         | Ariana Grande, Victoria McCants, Thomas Brown, Travis Sayles, Steven Franks, Michael D. Foster, Ryan Matthew Tedder                    | 1:05 |
| 2 | Wit It This Christmas                         | Ariana Grande, Victoria McCants, Thomas Brown, Travis Sayles, Michael D. Foster, Ryan Matthew Tedder, Peter Lee Johnson                | 2:41 |
| 3 | December                                      | Ariana Grande, Victoria McCants, Thomas Brown, Travis Sayles, Steven Franks, Michael D. Foster, Ryan Matthew Tedder                    | 1:56 |
| 4 | Not Just on Christmas                         | Ariana Grande, Victoria McCants, Thomas Brown, Travis Sayles, Steven Franks, Peter Lee Johnson                                         | 2:02 |
| 5 | True Love                                     | Ariana Grande, Victoria McCants, Thomas Brown, Travis Sayles, Steven Franks, Peter Lee Johnson, Michael D. Foster, Ryan Matthew Tedder | 2:46 |
| 6 | Winter Things                                 | Ariana Grande, Victoria McCants, Thomas Brown, Travis Sayles, Steven Franks, Peter Lee Johnson                                         | 2:38 |
|   | Japanische Edition                            | |      |
| 7 | Into You (Alex Ghenea Remix) (mit Mac Miller) | Ariana Grande, Max Martin, Savan Kotecha, Alexander Kronlund, Ilya                                                                     | 4:10 |
|   | LP Version Hidden Track                       | |      |
| 7 | Santa Tell Me                                 | Ariana Grande, Savan Kotecha, Ilya Salmanzadeh                                                                                         | 3:24 |

## Rezeption

### Charts und Chartplatzierungen
| Periode   | Höchstplatzierung, GesamtwochenChartsChartplatzierungen (Periode, Platzierungen, Wochen) |
| Periode   | US                                                                                       |
| --------- | ---------------------------------------------------------------------------------------- |
| 2015/16   | US34 (2 Wo.)US                                                                           |
|           |                                                                                          |
|           |                                                                                          |
| 2023/24   | US63 (1 Wo.)US                                                                           |
| Insgesamt | US34 (3 Wo.)US                                                                           |

### Verkäufe
| Land/Region               | Auszeichnungen für Musikverkäufe (Land/Region, Auszeichnung, Verkäufe) | Verkäufe |
| ------------------------- | ---------------------------------------------------------------------- | -------- |
| Vereinigte Staaten (RIAA) | —                                                                      | 52.000   |
| Insgesamt                 | —                                                                      | 52.000   |

Hauptartikel: Ariana Grande/Auszeichnungen für Musikverkäufe